# Youddiph

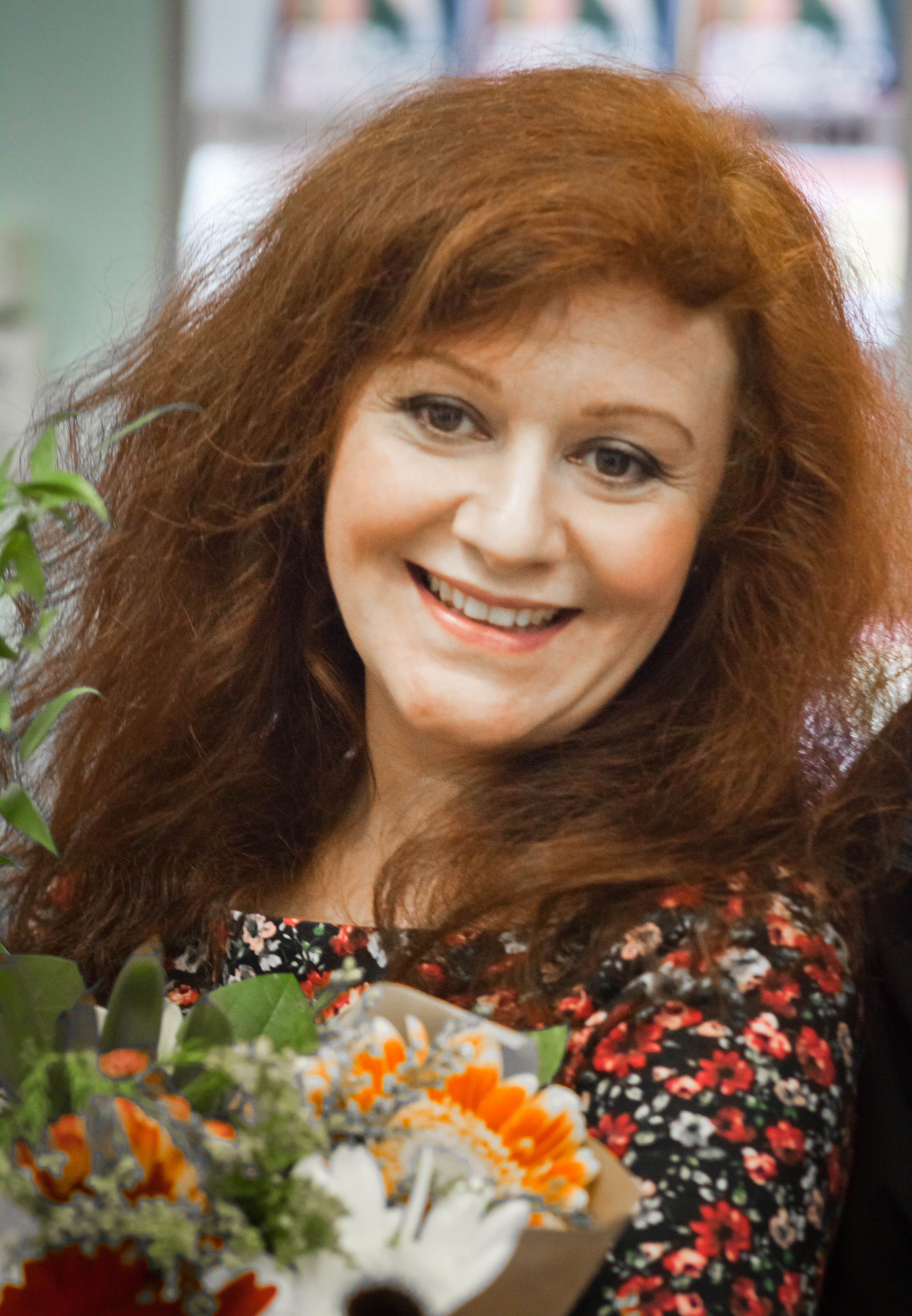
Youddiph, 2017

Youddiph (russisch Юдифь; * 23. Januar 1973 in Moskau als Marija Lwowna Katz, russisch Мария Львовна Кац) ist eine russische Sängerin.

## Leben und Wirken
Die vormalige Backgroundsängerin der Jazzpopband Kwartal durfte als Gewinnerin der russischen Vorauswahl als erste Interpretin für Russland überhaupt beim Eurovision Song Contest 1994 antreten. Mit der Hymne Wetschni strannik erreichte sie den neunten Platz. In jenem Jahr erschien auch ein englischsprachiges Soloalbum von ihr: Eternal Wanderer.
Die folgende Zeit war sie hauptsächlich als Backgroundsängerin aktiv und unterstützte zahlreiche Pop-, Rock- und Blues-Musiker und Bands bei ihren Aufnahmen. 2002 bis 2003 war sie Gesangstrainer bei der russischen Castingshow Stan swesdoi (Стань звездой).